# Bogomolje
Bogomolje je malo brdsko mjesto na otoku Hvaru, u sastavu općine Sućuraj.

## Povijest
U Bogomoljama na Hvaru došlo je, u svibnju 1926., do prijelaza jednog dijela stanovnika na starokatoličku vjeroispovijest. Ipak, prijelaznici su imali problema s taksama koje su morali platiti za prijelaz s rimokatoličke na starokatoličku vjeroispovijest.

## Zemljopisni položaj
Nalazi se na 43° 7' 53" sjeverne zemljopisne širine i 16° 59' 47" istočne zemljopisne dužine, 6 km istočno od Gdinja, a 9 km od Selaca Bogomoljskih i 15 km zapadno od Sućurja, a Lovište na Pelješcu, s kojim ima povijesne veze, je udaljeno 13 km prema jugu, preko kanala.

## Stanovništvo
Popisi iz 1857. i 1869. sadrži podatke za naselje Selca kod Bogomolja, kao i dio podataka u 1880. i 1900.
| broj stanovnika | 378   | 464   | 455   | 520   | 654   | 778   | 822   | 572   | 535   | 514   | 457   | 337   | 250   | 140   | 98    | 100   | 121   |
|                 | 1857. | 1869. | 1880. | 1890. | 1900. | 1910. | 1921. | 1931. | 1948. | 1953. | 1961. | 1971. | 1981. | 1991. | 2001. | 2011. | 2021. |

## Poznate osobe
- Hrv. pjesnikinja, grafičarka i slikarica Tatjana Radovanović je jedno vrijeme radila u Bogomolju kao nastavnica likovnog odgoja.
- Lucija Rudan, hrv. pjesnikinja, pokopana je u Bogomolju.
- Mirko Barbarić, hrv. pjesnik
- fra Krsto Radić, svećenik, franjevac, hrvatski iseljenički djelatnik
- Dražan Jerković, hrv. nogometaš[5]
- Zlatko Rudan, liječnik, dobitnik mnogobrojnih priznanja, zahvalnica i odlikovanja[6]
- Brenda Brkušić, hrvatsko-američka filmska producentica

### Članci
- Škiljan, Filip. 2014. Starokatolička crkva u Nezavisnoj Državi Hrvatskoj. Historijski zbornik. Društvo za hrvatsku povjesnicu. Zagreb. 67 (1): 195–213

## Vanjske poveznice
- Bogomolje na fallingrain.com